# Bachi
Bachi (kinesiska: 八尺) är en köping i sydöstra Kina. Den ligger i Pingyuan härad i staden Meizhou i provinsen Guangdong, omkring 310 kilometer nordost om provinshuvudstaden Guangzhou. Antalet invånare är 10 689. Befolkningen består av 5 429 kvinnor och 5 260 män. Barn under 15 år utgör 15,0 %, vuxna 15-64 år 70 %, och äldre över 65 år 14,0 %.